# ادواردو بلانکو (بازیکن فوتبال)
ادواردو بلانکو (انگلیسی: Eduardo Blanco؛ 1897 – ۱۹۵۸ (۶۰−۶۱ سال)) بازیکن فوتبال اهل آرژانتین بود.
از فیلم‌ها یا برنامه‌های تلویزیونی که وی در آن نقش داشته‌است می‌توان به پسر عروس، همان عشق، همان باران، و ماه آویاندا اشاره کرد.
از باشگاه‌هایی که در آن بازی کرده‌است می‌توان به باشگاه فوتبال روساریو سنترال اشاره کرد.
وی همچنین در تیم ملی فوتبال آرژانتین بازی کرده‌است.